# Anderson Marques
Anderson Marques de Oliveira (Mogi das Cruzes, 6 de fevereiro de 1983), é um ex-futebolista brasileiro que atuava como zagueiro. E atualmente é um dos auxiliares técnicos da comissão permanente do Red Bull.

## Títulos
Grêmio Barueri
- Campeonato Paulista - Série A3: 2005
- Campeonato Paulista - Série A2: 2006

Partizan
- Campeonato Sérvio: 2010-11[3]

Red Bull Brasil
- Campeonato Paulista do Interior: 2019

Bragantino
- Campeonato Brasileiro - Série B: 2019